# Thomas Tyllack
 Thomas Tyllack (Thomas Maria Tyllack, * 17. März 1954 in Berlin) ist ein deutscher Künstler, Ausstellungskurator und Veranstalter von Kunst- und Kulturprojekten.

## Ausbildung
Aufgewachsen in Berlin, begann Tyllack 1970, nach Abschluss der 10. Klasse, eine dreijährige Lehre als Holzbildhauer bei seinem Vater, dem Bildhauer Georg Tyllack. Dieser war bekannt für seine Porträts und Sakralskulpturen, wie den Altar für die Kirche Maria Meerestern in Sellin auf Rügen. Georg Tyllack war auch Obermeister und Ausbilder der Holzbildhauerinnung und unter anderem Lehrmeister der Bildhauer Richard Hess und Michael Klein.
Neben der Lehre erwarb Thomas Tyllack im Abendkurs an der Volkshochschule das Abitur. Nach der Absolvierung des obligatorischen Grundwehrdienstes arbeitete er als Holzbildhauergeselle in der Werkstatt Noack in Berlin.
Tyllack begann 1976 ein interdisziplinär ausgerichtetes Grundstudium an der Kunsthochschule Berlin (KHB). Nach dem zweiten Studienjahr erfolgte die Spezialisierung im Fachgebiet Plastik / Keramik. 1981 schloss er das Studium als Diplom-Bildhauer ab. Mentor der praktischen Diplomarbeit war Ludwig Zepner, langjähriger künstlerischer Leiter der Porzellanmanufaktur Meißen. Von 1981 bis 1983 hatte er an der Schule eine Aspirantur im Fachbereich Keramik.
In den Jahren 1994/1995 erwarb Thomas Tylleck im Rahmen einer geförderten kaufmännischen Ausbildung für Akademiker die Qualifikation zum Fachreferenten für betriebliche Organisation, die ihn auf die Übernahme administrativer Aufgaben vorbereitete.

## Künstlerische und denkmalpflegerische Tätigkeit
Seit 1983 ist Tyllack freiberuflich tätig als Künstler, zugleich baute er ein Atelier für keramische Plastik auf. Regelmäßig beteiligte er sich an Kunstausstellungen: 1986/87 in Magdeburg – Kunstmuseum Kloster Unser Lieben Frauen, 1988 in Leipzig – Galerie Theaterpassage, 1989 in Berlin – Galerie im Turm, 1989/1990 Ausstellungszentrum am Fernsehturm in Berlin, 1991 in Hamburg – Galerie L, 1991 in Köln – Galerie Ewers An Groß St. Martin, 1992 in Auckland (New Zealand) – am Wettbewerb Fletcher Challenge Ceramics Award, 1993 in Bretten – Stadtmuseum.
Tyllack war bis 1990 Mitglied des Verbands Bildender Künstler der DDR und 1985 auf der Bezirkskunstausstellung (Kunsthandwerk/Design) Berlin vertreten.
Seit 1990 gehört er dem Berufsverband Bildender Künstler Berlin an.
Von 1991 bis 1993 war Thomas Tyllack wissenschaftlicher Mitarbeiter in einem Projekt der Senatsverwaltung für Stadtentwicklung und Umweltschutz, Fachabteilung Bau- und Gartendenkmalpflege. Aufgaben waren die Inventarisierung und das Quellenstudium zu historisch und kunstgeschichtlich bedeutsamen Grabstätten in Ost-Berlin.
Für seine künstlerische Arbeit bis ins Jahr 2004 war die Verbindung von Metall und Keramik sowie die Entwicklung einer, die äußere Form überlagernden, typischen Zeichensprache in Malerei und Ritztechnik charakteristisch.

## Art Center Berlin Friedrichstraße undart place berlin
Anfang 2005 erhielt Tyllack den Auftrag, in der Friedrichstraße 134, einem repräsentativen, 6-stöckigen Neubau gegenüber vom Friedrichstadtpalast, ein Forum für Bildende Kunst zu etablieren.
Am 8. Juni 2005 eröffnete der damalige Bildungssenator Volker Hassemer mit einer Ansprache das Art Center Berlin Friedrichstraße. Für die erste Ausstellung, die Gründungsgeschäftsführer Tyllack im Art Center auf mehr als 2.000 m² Ausstellungsfläche organisiert hatte, vereinte der Kurator Rolf Külz-Mackenzie unter dem Titel Reflexionen die stilistische Vielfalt zeitgenössischer Kunst. Neun Berliner Galerien beteiligten sich mit Exponaten, darunter waren Arbeiten von Yoko Ono, Nam June Paik, Tony Cragg, Elvira Bach und 30 weiteren renommierten Künstlern.
Bis zur Schließung des Art Centers Berlin Friedrichstraße im Jahr 2010 war Tyllack geschäftsführender Direktor. Während der fünfeinhalbjährigen Ausstellungstätigkeit im Art Center Berlin Friedrichstraße organisierte er mehr als 100 Ausstellungen, oft auch als Kurator. Dabei war nahezu die ganze Bandbreite zeitgenössischer Kunst vertreten, von avantgardistischer Videokunst bis zur klassischen Ölmalerei. Die Ausstellungen zeigten zeitgenössische Positionen von Künstlern unterschiedlichster Regionen und Kulturkreise der Welt. Zuweilen stellte Tyllack auch die Betrachtung kultureller Bezüge in den Vordergrund, zum Beispiel bei Ausstellungen zur Aboriginal Art Australiens oder Aspekten der Kultur Tunesiens und des Omans, um einige zu nennen.
Nach mehr als zwei Jahren Vorbereitung zeigte die Ausstellung im Jahr 2009 unter dem Titel Bilder aus der Verbotenen Stadt, von Tyllack kuratiert, Ölgemälde des chinesischen Künstlers Jiang Guo Fang.
Im Jahr 2009 initiierte Tyllack den art place berlin im Rahmen einer Kooperation mit dem Park Inn am Alexanderplatz als eine Plattform für öffentlichkeitswirksame Präsentation zeitgenössischer Kunst. In der ersten Ausstellung, ab Juni 2009, waren dort Blätter aus der grafischen Mappe Federico García Lorca zu sehen.
Seither bieten die Ausstellungen monatlich mehr als 30.000 Gästen und Besuchern die Möglichkeit zur Begegnung mit aktueller Kunst, insbesondere mit Malerei, Grafik und zunehmend Fotografie. Vergangene Ausstellungen zeigten zum Beispiel Fotokunst von Michael A. Russ sowie Dokumentarfotografien von Steve McCurry, Vanessa Winship, Paolo Pellegrin, Eric Bouvet, Christopher Morris, Harry Gruyaert, Rena Effendi, Anthony Suau u. a. m.

## Zusammenarbeit mit dem International Delphic Council / IDC
Bereits 2005 kam es zu ersten Kontakten mit dem International Delphic Council / IDC, einer gemeinnützigen, weltweiten Organisation zur Förderung der Künste und kulturellen Vielfalt, und zu deren Generalsekretär J. Christian B. Kirsch. Ab 2006 wurde die Zusammenarbeit intensiviert.
Mit dem gemeinsamen Ausstellungsprojekt Art from Pyongyang Korea wurde 2008 im Art Center Berlin erstmals eine offizielle Ausstellung nordkoreanischer Kunst im westlichen Ausland gezeigt.
2010 initiierte Tyllack den Delphic Art Movie Award, einen Kurzfilmwettbewerb für Dokumentarfilme über Künste und Kulturen mit den Schwerpunkten Bewahrung kulturellen Erbes und zeitgenössische Kunst. Als Direktor des Delphic Art Movie Award organisierte Thomas Tyllack für das IDC, als den Ausrichter, den ersten Wettbewerb. Am 9. März 2011 wurden erstmals die von der Jury gekürten Preisträger des neuen Wettbewerbs im Palais am Berliner Funkturm ausgezeichnet.